# Нижний Турунъю (сельское поселение)
Нижний Турунъю — упразднённые  административно-территориальная единица (административная территория посёлок сельского типа с подчинённой ему территорией) и муниципальное образование (сельское поселение с полным официальным наименованием муниципальное образование сельского поселения «Нижний Турунъю») в составе муниципального района Койгородского в Республике Коми Российской Федерации.
Административный центр — посёлок Нижний Турунъю.

## История
Статус и границы административной территории были установлены Законом Республики Коми от 6 марта 2006 года № 13-РЗ «Об административно-территориальном устройстве Республики Коми».
Статус и границы сельского поселения установлены Законом Республики Коми от 6 марта 2006 года № 13-РЗ «Об административно-территориальном устройстве Республики Коми».
Законом Республики Коми от 6 мая 2016 года № 41-РЗ были объединены сельские поселения и одноимённые административные территории Кажым и Нижний Турунъю в сельское поселение и одноимённую административную территорию «Кажым».

## Население
| 2010 | 2011 | 2012 | 2013 | 2014 | 2015 | 2016 |
| ---- | ---- | ---- | ---- | ---- | ---- | ---- |
| 225  | →225 | ↘218 | ↘189 | ↘151 | ↘87  | ↘65  |

## Состав
Состав административной территории и сельского поселения:
| № | Населённый пункт | Тип населённого пункта          | Население |
| - | ---------------- | ------------------------------- | --------- |
| 1 | Верхний Турунъю  | посёлок                         | ↘52       |
| 2 | Нижний Турунъю   | посёлок, административный центр | 173       |